# Zeeland (Schiff, 1901)
Die Zeeland war ein 1901 in Dienst gestellter Ozeandampfer der Red Star Line, der im transatlantischen Passagierverkehr von Antwerpen nach New York eingesetzt wurde. Im Ersten Weltkrieg diente das Schiff unter dem Namen Northland als Truppentransporter. 1930 wurde es abgewrackt.

## Das Schiff
Im Juli 1899 gab die International Navigation Company bekannt, dass sie vier neue Dampfschiffe plante. Zwei davon, die 11.905 BRT große Zeeland und ihr identisches Schwesterschiff Vaderland, wurden bei der Werft John Brown & Company in Clydebank bei Glasgow gebaut, die beiden anderen, die Kroonland und die Finland zwei Jahre später bei William Cramp and Sons in Philadelphia. Das 171,17 Meter lange und 18,34 Meter breite Schiff war mit zwei Schornsteinen, vier Masten und zwei Propellern ausgestattet und drei Decks hoch. Die beiden achtzylindrigen Vierfachexpansions-Dampfmaschinen konnten 1627 nominale Pferdestärken (nhp) leisten und das Schiff auf bis zu 15 Knoten (27,8 km/h) beschleunigen. Die acht Einender-Kessel hatten insgesamt 28 Feuerungen. Die Passagierunterkünfte waren für 342 Reisende der Ersten, 194 der Zweiten und 626 der Dritten Klasse ausgelegt.
Die Zeeland lief wenige Monate nach ihrem Schwesterschiff am 24. November 1900 vom Stapel, wurde am 5. April 1901 fertiggestellt und legte am 13. April 1901 unter britischer Flagge zu ihrer Jungfernfahrt ab. Sie befuhr bis zum 5. März 1910 regulär die Route Antwerpen–Dover–New York. Am 20. Juni 1909 kollidierte sie mit 1525 Passagieren an Bord nachts bei dichtem Nebel in der Straße von Dover mit dem Dampfer Hartlepool (Bj. 1904) der Ropner Shipping Company. Ihr Bug wurde dabei schwer eingedrückt. Am 19. April 1910 wurde das Schiff an die White Star Line verchartert, die einen Ersatz für die im Vorjahr bei Nantucket gesunkene Republic benötigte. Bis September 1911 fuhr die Zeeland in dieser Zeit von Liverpool nach Boston. Ab dem 21. Oktober 1911 war die Zeeland wieder im Antwerpen–Dover–New York-Service der Red Star Line. Ab dem 13. Juli 1912 fuhr die Zeeland unter belgischer Flagge, blieb aber auf der gleichen Route und bei der gleichen Reederei.
Am 27. Juli 1914 kam es zu einer weiteren Kollision, als die Zeeland (Kapitän Möller) mit 693 Passagieren an Bord auf einer Fahrt nach New York mitten im Nordatlantik mit dem Frachtdampfer Missouri (Kapitän Pollard) der Atlantic Transport Line zusammenstieß. Die Schuld wurde dem defekten Ruder der Missouri gegeben. Die Zeeland wurde dabei mittschiffs getroffen und schwer beschädigt.

## Kriegseinsatz und späte Jahre
Nach dem Ausbruch des Ersten Weltkriegs wurde die Zeeland auf die Route Liverpool–New York gesetzt und fuhr wieder unter britischer Flagge. Ab November 1914 dampfte sie für White Star-Dominion von Liverpool nach Québec und Montreal und im Dezember 1914/Januar 1915 nach Halifax (Kanada) und Portland (US-Bundesstaat Maine). Anfang 1915 wurde der Name des Schiffs, der zwar niederländisch war, aber nun zu Deutsch klang, in Northland geändert (das Schwesterschiff Vaderland erhielt im selben Zug den Namen Southland). Für die International Navigation Company, zu der die Red Star Line gehörte, bediente die Northland bis Juni 1915 die Route Liverpool–Halifax–Portland und anschließend Liverpool–Québec–Montreal.
Im Jahr 1916 wurde das Schiff vorübergehend von der britischen Regierung unter dem Namen HMT Northland als Truppentransporter verwendet. Im August 1916 wurde es wieder White Star-Dominion übergeben, für die es bis Februar 1917 im Dienst stand. Im April 1917 begann die Northland wieder von Liverpool nach Halifax zu fahren. Auf dieser Strecke absolvierte sie fortan sieben Atlantiküberquerungen.
Von Februar bis Juni 1919 dampfte die Northland für die American Line (American Steamship Company, Philadelphia) viermal von Liverpool nach Philadelphia. Nach einer Generalüberholung in Liverpool und Belfast Anfang 1920 ging das Schiff wieder unter seinem ursprünglichen Namen Zeeland an die Red Star Line zurück und bediente ab August 1920 wieder die Route Antwerpen–Southampton–New York. Im April 1923 wurden die Passagierunterkünfte so umkonzipiert, dass von da an nur noch Fahrgäste der Kabinenklasse und der Dritten Klasse befördert werden konnten. Am 8. Oktober 1926 legte die Zeeland zu ihrer letzten Fahrt für die Red Star Line ab. 1927 wurde das Schiff in den Dienst der Atlantic Transport Line gestellt und in Minnesota (III) umbenannt. Vom 30. April 1927 bis zum 21. September 1929 verkehrte das Schiff unter dem Kommando von Kapitän Edward Finch, RNR, zwischen Liverpool und New York. 1930 wurde der Dampfer bei der Abbruchwerft Thomas Ward & Sons in Inverkeithing (Schottland) abgewrackt.